# بلبل خرماها
بلبل خرما نام یک گونه از پرندگان ایران از پرندگان آوازخوان هستند که در سرده "بلبل‌ها" (نام علمی: Pycnonotus) و تیرۀ بلبلان جای دارند. تا چند سال پیش، تنها یک گونه از این سرده به نام بلبل خرما در ایران زیست می‌کرد. بنابر این، به همین دلیل برخی از نویسندگان در نام فارسی این خانواده از پرندگان، واژه "بلبل خرما" («بلبل خرمایان»)  یا "خرمابلبل" («خرمابلبلان»)  را به کار بردند. پس از آنکه گونه دوم از این گروه از پرندگان یعنی بلبل زیردم‌سرخ در ایران به ثبت رسید، در نام فارسی آن، تنها واژۀ "بلبل" به کار رفت و واژه "خرما" به کار نرفت که نشان می‌دهد نام "بلبل خرما" نام تنها یک گونه است و نام مشترک هر دو گونه مانند نام مشترک انگلیسی آن، "بلبل" است.  
دو گونه از بلبل‌ها در ایران ثبت شده‌اند:
- بلبل زیردم‌سرخ (Pycnonotus cafer)
- بلبل خرما (بلبل گوش‎‌سفید) (Pycnonotus leucotis)